# Mein Leben (Arte)
Mein Leben ist eine Reihe biografischer Dokumentationen des Fernsehsenders ARTE. Die von 2001 bis 2013 laufende Porträtreihe beschäftigt sich mit Prominenten aller Bereiche. Die Einzelfolgen dauern jeweils 45 Minuten.
Wechselnde Autoren und Regisseure (wie zum Beispiel Frank Eggers oder Gero von Boehm) legen in ihrer Arbeit an der Reihe Wert auf eine besondere Nähe zu den Porträtierten.

## Porträtierte
In Klammern: Erscheinungsjahr und Regisseur*in)
- Gore Vidal (2001)
- Isabella Rossellini (2001, Gero von Boehm)
- Uwe Seeler (2002)
- Paul Bocuse (2002)
- Albert Speer (2002, Gero von Boehm)
- Walter Levin (2002)
- Ion Tiriac (2002)
- Die Benettons (2002)
- Peter Ruzicka (2002)
- Peter Konwitschny (2002)
- Michel Friedman (2002)
- Doris Lessing (2002)
- Jean-Charles de Castelbajac (2002, Gero von Boehm)
- Helmut Newton (2002, Gero von Boehm)
- Tyler Brûlé (2003)
- Franco Knie (2003)
- Iris Berben (2003)
- Edzard Reuter (2003)
- Richard Branson (2003)
- Leoluca Orlando (2003
- Hubert Burda (2003, Felix Schmidt)
- Harry Belafonte (2003, Gero von Boehm)
- Norman Mailer (2004, Gero von Boehm)
- Lothar-Günther Buchheim (2004)
- Ute Lemper (2004)
- Tatiana Fürstin Metternich (2004)
- Konstantin Wecker (2004, Jean Boué)
- Wim Duisenberg (2004, Jean Boué)
- Ulf Merbold (2004)
- Benedikt Taschen (2004, Frank Eggers)
- Hedi Slimane (2004, Gero von Boehm, Cristina Trebbi)
- Franziska van Almsick (2004, Carsten Binsack, Jörg Hafkemeyer)
- Marcel Reich-Ranicki (2004, Diane von Wrede)
- Andrée Putman (2004, Diane von Wrede, Carolin Dieterich)
- Heinz Berggruen (2004, Karin Rieppel)
- Armin Mueller-Stahl (2004, Gero von Boehm)
- Hanna Schygulla (2004, Frank Eggers)
- Campino (2004, Frank Eggers)
- Milva (2005, Constanze Reuscher)
- Niki Lauda (2005, Jean Boué)
- Georg Stefan Troller (2005, Gero von Boehm)
- Helmut Schmidt (2005, Felix Schmidt)
- Blanca Li (2005, Gero von Boehm)
- Tomi Ungerer (2005, Frank Eggers)
- Sebastian Koch (2006)
- Alfred Grosser (2006)
- Bettina Rheims (2006, Gero von Boehm)
- Hannelore Elsner (2006)
- Helmut Berger (2006)
- Nana Mouskouri (2006)
- Jorge Semprún (2006)
- Paul Auster (2006, Victor Grandits, Jessica Krauß)
- Wibke Bruhns (2007, Frank Eggers)
- Dani Levy (2007)
- Gerd Harry Lybke (2007, Frank Eggers)
- Cornelia Funke (2007, Jean Boué)
- Mario Adorf (2007)
- Simone Veil (2007, Sabine Jainski, Ilona Kalmbach)
- Frank Schätzing (2007, Andrea Klüting)
- Hans Küng (2007)
- Hélène Grimaud (2007, Alix François Meier)
- Wolfgang Kohlhaase (2007)
- Ralph Giordano (2007)
- Irene Khan (2007)
- Peter Zadek (2007, Jean Boué)
- Fatih Akın (2007, Frank Eggers)
- Max Raabe (2007)
- Peter Lindbergh (2008, Werner Raeune)
- Moritz Rinke (2008, Sabine Carbon)
- Jim Rakete (2008, Claudia Müller)
- Mathias Döpfner (2008)
- Patricia Kaas (2008, Horst Mühlenbeck)
- André Glucksmann (2008, Gero von Boehm)
- Fritz Stern (2008)
- Claudie Haigneré (2008, Sabine Jainski, Ilona Kalmbach)
- Volker Schlöndorff (2008, Frank Eggers)
- Irene Dische (2008)
- Christine Kaufmann (2008)
- Francesca von Habsburg (2008)
- Barbara Sukowa (2008)
- Max Hollein (2008, Edda Baumann-von Broen)
- Daniel Richter (2008, Birgit Herdlitschke)
- Frank Castorf (2008, Adama Ulrich)
- Mario Vargas Llosa (2008, Harald Jung)
- Gérard Depardieu (2008, Andreas Schlosser, Andreas Strasser)
- Anne-Sophie Pic (2008, Catherine Colas, Viktor Stauder)
- Blixa Bargeld (2008, Birgit Herdlitschke)
- Peter Härtling (2008)
- Alexandra Maria Lara und Valentin Plătăreanu (2009, Gero von Boehm, Felix von Boehm)
- Andreas Dresen (2009, Cordula Kablitz-Post)
- Steffi Jones (2009, Broka Herrmann)
- Stéphane Hessel (2009, Mechthild Lehning)
- Monica Bleibtreu (2009, Ulrike Bremer)
- Uwe Ochsenknecht (2009, Sabine Carbon)
- Nina Hoss (2009, Lilly Engel)
- Christiane Nüsslein-Volhard (2009, Sabine Jainski, Ilona Kalmbach)
- Gloria von Thurn und Taxis (2009, Caroline Haertel)
- Corinna Harfouch (2009, Sabine Michel)
- Günter Wallraff (2009, Jean Boué)
- Carl Djerassi (2009, Joachim Haupt)
- Martin Mosebach (2009, Felix Schmidt)
- Udo Jürgens (2009, Irene Höfer, Hanns-Bruno Kammertöns)
- Sven Regener (2009, Birgit Herdlitschke)
- Lech Wałęsa (2009)
- Michael Haneke (2009, Gero von Boehm, Felix von Boehm)
- Hans Magnus Enzensberger (2009, Irene Dische)
- Roland Emmerich (2009)
- Wolfgang Petersen (2009, Sabine Jainski, Ilona Kalmbach)
- Markus Lüpertz (2010, Hasko Baumann)
- Roberto Saviano (2010, Victor Grandits)
- Siri Hustvedt (2010, Nicola Graef)
- Katharina Thalbach (2010, Meike Materne)
- Dominik Graf (2010, Felix von Boehm)
- Susanne Lothar (2010, Claudia Müller)
- Claus Peymann (2010)
- Joe Jackson (2010)
- Heiner Geißler (2010)
- Erika Pluhar (2010, Gero von Boehm)
- Seyran Ateş (2010)
- Eckart Witzigmann (2010)
- Peter Weibel (2010)
- Christian Stückl (2010)
- Feridun Zaimoglu (2010)
- Shirin Ebadi (2010)
- Maximilian Schell (2010)
- Annette Humpe (2010)
- Ruth Dajan (2010)
- Siegfried Lenz (2011)
- Sibylle Bergemann (2011, Sabine Michel, ausgezeichnet mit dem Grimme-Preis 2012[1])
- Franz Xaver Kroetz (2011)
- Henry Hübchen (2011)
- Luc Bondy (2011, Irene Höfer, Hanns-Bruno Kammertöns)
- Paulo Coelho (2011)
- Jürgen Böttcher (2011)
- Peter Lilienthal (2011, Maria Teresa Curzio)
- Flake (2011, Annekatrin Hendel)
- Deon Meyer (2011)
- Robert Lebeck (2011)
- Debbie Harry (2011, Birgit Herdlitschke)
- Nan Goldin (2011, Birgit Herdlitschke)
- Mads Mikkelsen (2011)
- Hans Neuenfels (2012)
- Henry Maske (2012, Sabine Michel)
- Caroline Link (2012)
- Walter Jens (2013)